# Чагитай
Чагитай (тув.: Чагытай хөл) – найбільше та найглибше озеро Республіки Тива, Росія, розташоване у Тандинському кожууні, у Тувинській котловині. Це прісноводне озеро. Відстань до столиці республіки міста Кизила 100 кілометрів. Глибина озера 17 метрів, у центрі досягає 70 метрів, довжина берегової лінії 20 км. Живиться озеро підземними родовищами.

## Риболовля

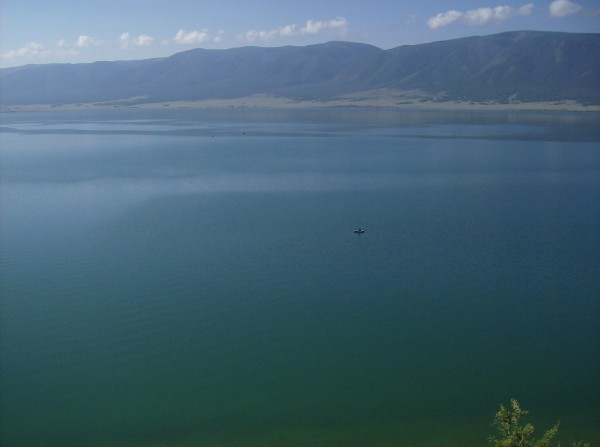
Вид на озеро з обривчастого берегу

Озеро вважається гірським, оскільки розташовано на висоті 1000 метрів над рівнем моря. Воно багате на рибу, причому чимало видів розводять штучно, тому тут водяться види які не притаманні для даної місцевості: язь, щука, пелядь, лящ, харіус, таймень, сиг, ленок. Влітку тут відкривається риболовний сезон, тут відбувається щорічні конкурси рибалок-любителів.

Для озера притаманна дзеркальна поверхня, але часті раптові пориви північно-західного вітру перетворює його у киплячий казан.